# أكلبترة بحرية
أكلبترة بحرية (الاسم العلمي:Acalyptris maritima) هي نوع من الحشرات تتبع جنس الأكلبترة من فصيلة السليلات.